# 第6艦隊 (日本海軍)
第六艦隊（日语：／ Dairoku Kantai ?）是旧日本海軍的一支舰队编制，特色是全部由潜艇组成。第六舰队的主要作战设想，是将所有的潜艇统一运用，在对英美作战时，在东太平洋、印度洋、澳大利亚一带进行进行远洋侦察，以及参加日本海军计划中的“渐减邀击作战”。

## 历史
1940年11月15日，日本海军设立第六舰队。舰队最初的作战目标，是针对美国西海岸、澳大利亚东海岸以及印度洋航线进行侦察。在太平洋战争爆发前，日本海军已经拥有各种功能各异的潜艇，而九五式魚雷则让日军潜艇拥有了世界上首屈一指的攻击能力。但是軍令部依然只是把潜艇当作侦察工具，计划让潜艇执行“渐减邀击作战”，消耗敌军主力舰队实力，为进行一场决定性的舰队会战而做准备而已。
太平洋战争之初，第六舰队曾经使用过微型潛艇对珍珠港、夏威夷等地进行侦察，同时在偷袭珍珠港时也运用了微型潜艇进行侦察。随着战争的延长，第六舰队开始对民用目标进行攻击，同时也进行了布雷行动。日军一度同納粹德國海軍联手，对印度洋地区的英国商船进行袭击，不过次数并不多；军令部始终更关注如何让潜艇伏击盟军的主力舰。1942年，日军潜艇成功击沉两艘航空母舰、一艘巡洋舰和数艘驱逐舰，同时击伤一艘航母和两艘战列舰。
1942年后，日军潜艇甚少袭击盟军运输船，而是更多地在索羅門群島戰役等战役袭扰盟军作战舰队，以及为守岛部队运送给养和增援部队。战争中期开始，盟军加大了对日军潜艇的打击力度，日军潜艇损失日益加剧。与之相对的，日军潜艇往往无法突破美军的反潜防线，出击的潜艇大多无功而返。
1944年11月8日，日军人操鱼雷回天投入使用，日军潜艇也经常作为回天鱼雷母舰而出动。至停战时，日军潜艇共进行过28次这种特攻作战（自杀式攻击）。
1945年日本投降时，伊400、伊401还在进行攻击的路途上。两艇8月底才返回横须贺，成为停战时日本仅有的还在出动的舰艇。

## 编制
※ 1938年（昭和13年）6月1日，原伊百二十一型機雷潛艦（伊21-伊24）番号上加100，变成伊121-伊124。原番号由巡潜型潜艇量产型号继续使用。
※ 1942年（昭和17年）5月20日，原伊51-伊75（通称海大型）番号上加100，变成伊151-伊175。原番号由巡潜型潜艇量产型号继续使用。至于伊176-伊185（海大7型）则直接是从176开始计数。

#### 1941年7月25日，新组建时
- 独立旗舰：香取
- 第1潜水战队：大鯨、伊20
  - 第1潜水队：伊15、伊16、伊17
- 第2潜水战队：五十鈴
  - 第11潜水队：伊74（日语：伊号第百七十四潜水艦）、伊75（日语：伊号第百七十五潜水艦）
  - 第12潜水队：伊68（日语：伊号第百六十八潜水艦）、伊69（日语：伊号第百六十九潜水艦）、伊70（日语：伊号第百七十潜水艦）
  - 第20潜水队：伊71（日语：伊号第百七十一潜水艦）、伊72（日语：伊号第百七十二潜水艦）、伊73（日语：伊号第百七十三潜水艦）
- 第3潜水战队：长鲸（日语：長鯨 (潜水母艦)）、伊7
  - 第7潜水队：伊1、伊2、伊3
  - 第8潜水队：伊4、伊5、伊6

#### 1941年12月10日，太平洋战争开战时
- 独立旗舰：香取
- 第1潜水战队：靖国丸、伊9
  - 第1潜水队：伊15、伊16、伊17
  - 第2潜水队：伊18、伊19、伊20
  - 第3潜水队：伊21、伊22、伊23
  - 第4潜水队：伊24、伊25（日语：伊号第二十五潜水艦）、伊26
- 第2潜水战队：さんとす丸、伊7、伊10
  - 第7潜水队：伊1、伊2、伊3
  - 第8潜水队：伊4、伊5、伊6
- 第3潜水战队：大鯨、伊8（日语：伊号第八潜水艦）
  - 第11潜水队：伊74、伊75
  - 第12潜水队：伊68、伊69、伊70
  - 第20潜水队：伊71、伊72、伊73

#### 1942年7月14日，中途岛海战后
- 独立旗舰：香取
- 第1潜水战队：平安丸、伊9
  - 第2潜水队：伊15、伊17、伊19
  - 第4潜水队：伊25、伊26
  - 第15潜水队：伊31、伊32、伊33（日语：伊号第三十三潜水艦）
- 第2潜水战队：さんとす丸、伊7
  - 第7潜水队：伊1、伊2、伊3
  - 第8潜水队：伊4、伊5、伊6
- 第3潜水战队：靖国丸、伊11
  - 第11潜水队：伊174、伊175
  - 第12潜水队：伊168、伊169、伊171、伊172
- 第8潜水战队：日枝丸（日语：日枝丸）、伊10
  - 第1潜水队：伊16、伊18、伊20
  - 第3潜水队：伊21、伊22、伊24
  - 第14潜水队：伊27（日语：伊号第二十七潜水艦）、伊29（日语：伊号第二十九潜水艦）、伊30（日语：伊号第三十潜水艦）

#### 1944年4月1日，战时编制制度改定
- 伊10、伊11
- 第2潜水隊：伊19、伊21、伊39、伊40
- 第7潜水隊：伊2、伊5、伊6
- 第12潜水隊：伊169、伊171、伊174、伊175、伊176
- 第15潜水隊：伊16、伊32、伊35（日语：伊号第三十五潜水艦）、伊36、伊38（日语：伊号第三十八潜水艦）、伊41（日语：伊号第四十一潜水艦）、伊42、伊43、伊45
- 第22潜水隊：伊177、伊180（日语：伊号第百八十潜水艦）、伊181（日语：伊号第百八十一潜水艦）、伊184（日语：伊号第百八十四潜水艦）、伊185
- 第34潜水队：呂36（日语：呂号第三十六潜水艦）、呂37（日语：呂号第三十七潜水艦）、呂38（日语：呂号第三十八潜水艦）、呂39（日语：呂号第三十九潜水艦）、呂40（日语：呂号第四十潜水艦）、呂41（日语：呂号第四十一水艦）、呂42（日语：呂号第四十二潜水艦）、呂43（日语：呂号第四十三潜水艦）、呂44（日语：呂号第四十四潜水艦）
- 第7潜水战队
  - 第51潜水隊：呂104（日语：呂号第百四潜水艦）、呂105（日语：呂号第百五潜水艦）、呂106（日语：呂号第百六潜水艦）、呂108（日语：呂号第百八潜水艦）、呂109（日语：呂号第百九潜水艦）、呂110（日语：呂号第百十潜水艦）、呂111（日语：呂号第百十一潜水艦）、呂112（日语：呂号第百十二潜水艦）、呂113（日语：呂号第百十三潜水艦）、呂114（日语：呂号第百十四潜水艦）、呂115（日语：呂号第百十五潜水艦）
- 第8潜水战队
  - 附属潜水隊：伊8、伊26、伊27、伊29、伊37、伊52（日语：伊号第五十二潜水艦）、伊165、伊166（日语：伊号第百六十六潜水艦）、吕501
- 第11潜水战队：長鯨、筑紫丸（日语：筑紫丸 (特設潜水母艦)）
  - 伊44、伊46、伊53、伊54、伊183（日语：伊号第百八十三潜水艦）、呂45（日语：呂号第四十五潜水艦）、呂46（日语：呂号第四十六潜水艦）、呂47（日语：呂号第四十七潜水艦）、呂48（日语：呂号第四十八潜水艦）、呂116（日语：呂号第百十六潜水艦）、呂117（日语：呂号第百十七潜水艦）

#### 1945年春，战败前夕
- 伊8、伊12（日语：伊号第十二潜水艦）
- 第1潜水隊：伊13、伊14、伊400、伊401
- 第15潜水隊：伊36、伊44、伊47、伊53、伊56（日语：伊号第五十六潜水艦）、伊58、伊351（日语：伊号第三百五十一潜水艦）、伊361、伊363、伊366、伊367
- 第16潜水隊：伊369、伊372、波101（日语：波号第百一潜水艦）、波102（日语：波号第百二潜水艦）、波103（日语：波号第百三潜水艦）、波104（日语：波号第百四潜水艦）、波105（日语：波号第百五潜水艦）
- 第34潜水隊：伊156、伊157、伊158、伊159、伊162、伊165、呂46、呂50（日语：呂号第五十潜水艦）、呂109
- 第11潜水战队：長鯨、伊201、伊202、伊373
- 附属：第631海军航空队（日语：第六三一海軍航空隊）、第31潜艇基地队

## 历任司令长官
1. 平田昇海军中将：1940年11月15日 -
2. 清水光美海军中将：1941年7月21日 -
3. 小松輝久（日语：小松輝久）海军中将：1942年3月16日 - 1943年6月20日
4. 高木武雄海军中将：1943年6月21日 -
5. 三輪茂義（日语：三輪茂義）海军中将：1944年7月10日 -
6. 醍醐忠重（日语：醍醐忠重）海军中将：1945年5月1日 - 1945年9月15日（解散）

## 历任参谋长
1. 市冈寿（日语：市岡寿）海军少将：1940年11月15日 -
2. 三户寿（日语：三戸寿 (海軍軍人)）海军少将：1941年1月6日 -
3. 島本久五郎（日语：島本久五郎）海军少将：1942年10月22日 -
4. 仁科宏造海军少将：1943年11月15日 -
5. 佐佐木半九（日语：佐々木半九）海军少将：1944年12月21日 - 1945年9月15日（解散）

## 1939年临时编成
1939年的昭和14年度海军小演习曾一度临时编成第六舰队。
- 第13战队
- 第3水雷战队
- 第3潜水战队
- 第40扫海队
- 第10防备队
- 第11通信队

- 司令长官：住山德太郎海军中将
- 参谋长：園田滋海军少将